# ویکی‌پدیای لومبارد
ویکی‌پدیای لومبارد نسخه زبان لومبارد وب‌گاه ویکی‌پدیا است.  زبان لومبارد تا ۱۹ اوت ۲۰۱۱ با‌بیش‌از ۲۱,۰۰۰ مقاله در رده هشتادم ویکی‌پدیاها قرار گرفته‌است.